# Liste der Bodendenkmäler in Windach
Auf dieser Seite sind die Bodendenkmäler in der oberbayerischen Gemeinde Windach zusammengestellt. Diese Tabelle ist eine Teilliste der Liste der Bodendenkmäler in Bayern. Grundlage ist die Bayerische Denkmalliste, die auf Basis des Bayerischen Denkmalschutzgesetzes vom 1. Oktober 1973 erstmals erstellt wurde und seither durch das Bayerische Landesamt für Denkmalpflege geführt wird. Die folgenden Angaben ersetzen nicht die rechtsverbindliche Auskunft der Denkmalschutzbehörde.

## Bodendenkmäler der Gemeinde Windach

### Bodendenkmäler in der Gemarkung Hechenwang
| Lage                                | Objekt | Akten-Nr.     | Bild           |
| ----------------------------------- | --- | ------------- | -------------- |
| Hechenwang (Standort)               | Straße der römischen Kaiserzeit (Teilstück der Trasse Augsburg–Brenner).                                                                                 | D-1-7932-0101 |                |
| Hechenwang Kapellenweg 2 (Standort) | Untertägige spätmittelalterliche und frühneuzeitliche Befunde im Bereich der katholischen Filialkirche St. Martin in Hechenwang und ihres Vorgängerbaus. | D-1-7932-0148 | weitere Bilder |
| Hechenwang Römerfurt 2 (Standort)   | Untertägige frühneuzeitliche Befunde im Bereich der katholischen Kapelle St. Franziskus in Steinebach.                                                   | D-1-7932-0173 | weitere Bilder |

### Bodendenkmäler in der Gemarkung Oberwindach
| Lage                                  | Objekt | Akten-Nr.     | Bild           |
| ------------------------------------- | --- | ------------- | -------------- |
| Oberwindach (Standort)                | Grabhügel vorgeschichtlicher Zeitstellung. | D-1-7932-0053 |                |
| Oberwindach Lindenstraße 3 (Standort) | Untertägige mittelalterliche und frühneuzeitliche Befunde im Bereich der katholischen Filialkirche St. Vitus in Oberwindach und ihrer Vorgängerbauten. | D-1-7932-0172 | weitere Bilder |

### Bodendenkmäler in der Gemarkung Schöffelding
| Lage                                          | Objekt | Akten-Nr.     | Bild           |
| --------------------------------------------- | --- | ------------- | -------------- |
| Schöffelding (Standort)                       | Grabhügel vorgeschichtlicher Zeitstellung. | D-1-7931-0054 |                |
| Schöffelding Peter-Endres-Straße 8 (Standort) | Untertägige spätmittelalterliche und frühneuzeitliche Befunde im Bereich der katholischen Pfarrkirche St. Urban in Schöffelding und ihres Vorgängerbaus. | D-1-7931-0154 | weitere Bilder |
| Schöffelding (Standort)                       | Siedlung der späten römischen Kaiserzeit. Siehe auch: Römische Kaiserzeit                                                                                | D-1-7932-0093 |                |

### Bodendenkmäler in der Gemarkung Unterwindach
| Lage                                             | Objekt | Akten-Nr.     | Bild           |
| ------------------------------------------------ | --- | ------------- | -------------- |
| Unterwindach (Standort)                          | Burgstall des hohen und späten Mittelalters (Windach). | D-1-7932-0047 |                |
| Unterwindach (Standort)                          | Ringwall des frühen Mittelalters. Siehe auch: Abschnittsbefestigung Unterwindach. | D-1-7932-0052 |                |
| Unterwindach (Standort)                          | Straße der römischen Kaiserzeit (Teilstück der Trasse Augsburg–Brenner). | D-1-7932-0099 |                |
| Unterwindach Von-Pfetten-Füll-Platz 3 (Standort) | Untertägige mittelalterliche und frühneuzeitliche Befunde im Bereich der alten Pfarr- und katholischen Nebenkirche St. Peter und Paul in Unterwindach und ihres Vorgängerbaus sowie Siedlung und Handwerksareal des hohen Mittelalters. | D-1-7932-0145 | weitere Bilder |
| Unterwindach Von-Pfetten-Füll-Platz 1 (Standort) | Untertägige frühneuzeitliche Befunde im Bereich des ehemaligen Hofmarkschlosses Windach in Unterwindach. Siehe auch: Schloss Windach | D-1-7932-0146 | weitere Bilder |